# Gran apagada de Barcelona

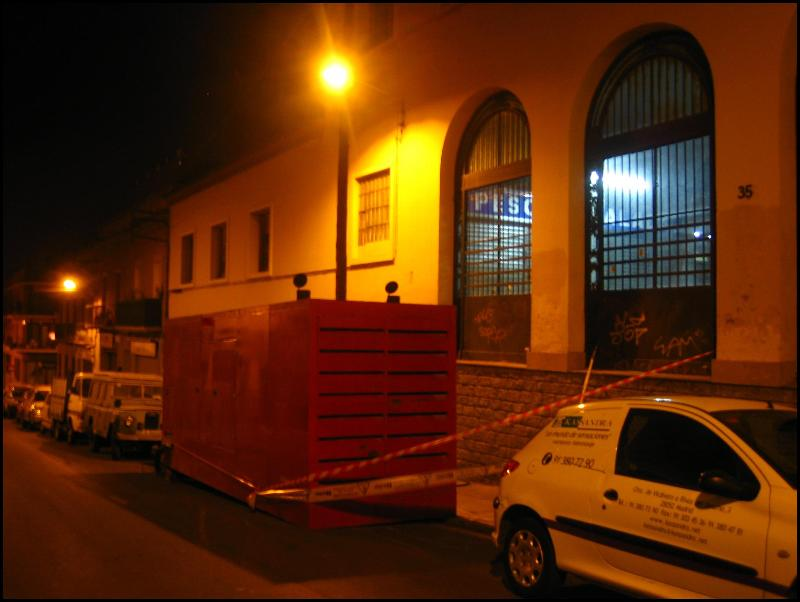
Generador al Mercat del Guinardó el 27 de juliol de 2007.

El 23 de juliol de 2007, a mig matí, es va produir la gran apagada de Barcelona. Més de 350.000 llars es van quedar sense llum a Barcelona durant uns 4 dies, a causa d'una cadena d'accidents, agreujats per la desastrosa manca d'inversions, tant de Red Eléctrica Española com d'Endesa. L'avaria no es va solucionar totalment fins al cap d'un parell de mesos, temps durant el qual moltes zones de la ciutat van conviure amb la presència d'enormes generadors dièsel per poder disposar d'electricitat.
L'empresa Fecsa-Endesa indemnitzà milers de particulars que van presentar al·legacions. Els va pagar entre 60 i 300 euros, depenent del temps durant el qual no van tenir subministrament elèctric. Es calcula que només uns 80.000 dels més de 300.000 abonats van cursar la reclamació corresponent, per les quals s'ha pagat un total d'uns 40 milions d'euros.
El juliol de 2008, la Generalitat va multar les empreses responsables, Red Eléctrica i Fecsa-Endesa, amb onze i deu milions d'euros respectivament. La sanció imposada pel Govern català recull que Fecsa-Endesa, com a responsable de la xarxa de distribució, i REE, com a responsable de la xarxa de transport, cometeren una infracció administrativa «molt greu». En va, les empreses van recórrer devant el Tribunal Suprem, que l'agost del 2015 va confirmar la multa.